# Yenice, Tarsus
Yenice là một thị trấn thuộc huyện Tarsus, tỉnh Mersin, Thổ Nhĩ Kỳ. Dân số thời điểm năm 2011 là 8.825 người.